# بیروبیجان
بیروبیجان (به روسی: Биробиджа́н، به ییدی: ביראָבידזשאַנ) یکی از شهرهای روسیه در خاور دور است.
این شهر مرکز استان خودمختار یهودی است.
شهر بیروبیجان در مسیر راه‌آهن سراسری سیبری و در نزدیکی مرز چین واقع شده‌است. این شهر در سال ۱۹۲۸ به عنوان سکونتگاه شهرگونه به‌رسمیت شناخته شد و در سال ۱۹۳۷ به آن عنوان شهر اعطا شد.
جمعیت بیروبیجان در سال ۲۰۰۴ میلادی ۷۴٫۶۰۰ نفر بود که در حدود ۵ درصد از آنان از یهودیان بودند. جمعیت این شهر در سال ۱۹۸۹ برابر با ۸۳٬۶۶۷ نفر بود که این نشان‌دهنده کاهش تدریجی شمار ساکنان این شهر است.
در این شهر دو کنیسه وجود دارد.

## پیشینه
پیش از تشکیل شهر بیروبیجان این محل روستایی به نام تیچونکایا-استانتسیا (ایستگاه تیچونکایا) بود که نام خود را از ایستگاه قطار تیچونکایا گرفته‌بود. پس از تبدیل شدن این روستا به شهر در سال ۱۹۳۷، شهر بیروبیجان به عنوان مرکز استان تازه‌ای به نام منطقه خودمختار یهودی که از ساخته‌های استالین بود برگزیده شد.
استالین به همراه دسته‌ای از یهودی‌تباران کمونیست اندیشهٔ ایجاد یک منطقه یهودی در روسیه را به عنوان رقیبی برای نظریه صهیونیسم پدیدآوردند و پروژه بیروبیجان نیز بخشی از این برنامه بود.
اما شمار کمی از یهودیان به این برنامه علاقه نشان دادند و در سال ۱۹۳۹ تنها ۱۸ هزار نفر از ۱۰۸٫۰۰۰ نفر جمعیت منطقه دین یهودی داشتند. پس از فروپاشی شوروی و مهاجرت گسترده به اسرائیل، درصد جمعیت یهودی کاهش یافته و به ۵ درصد رسیده‌است.

## نگارخانه

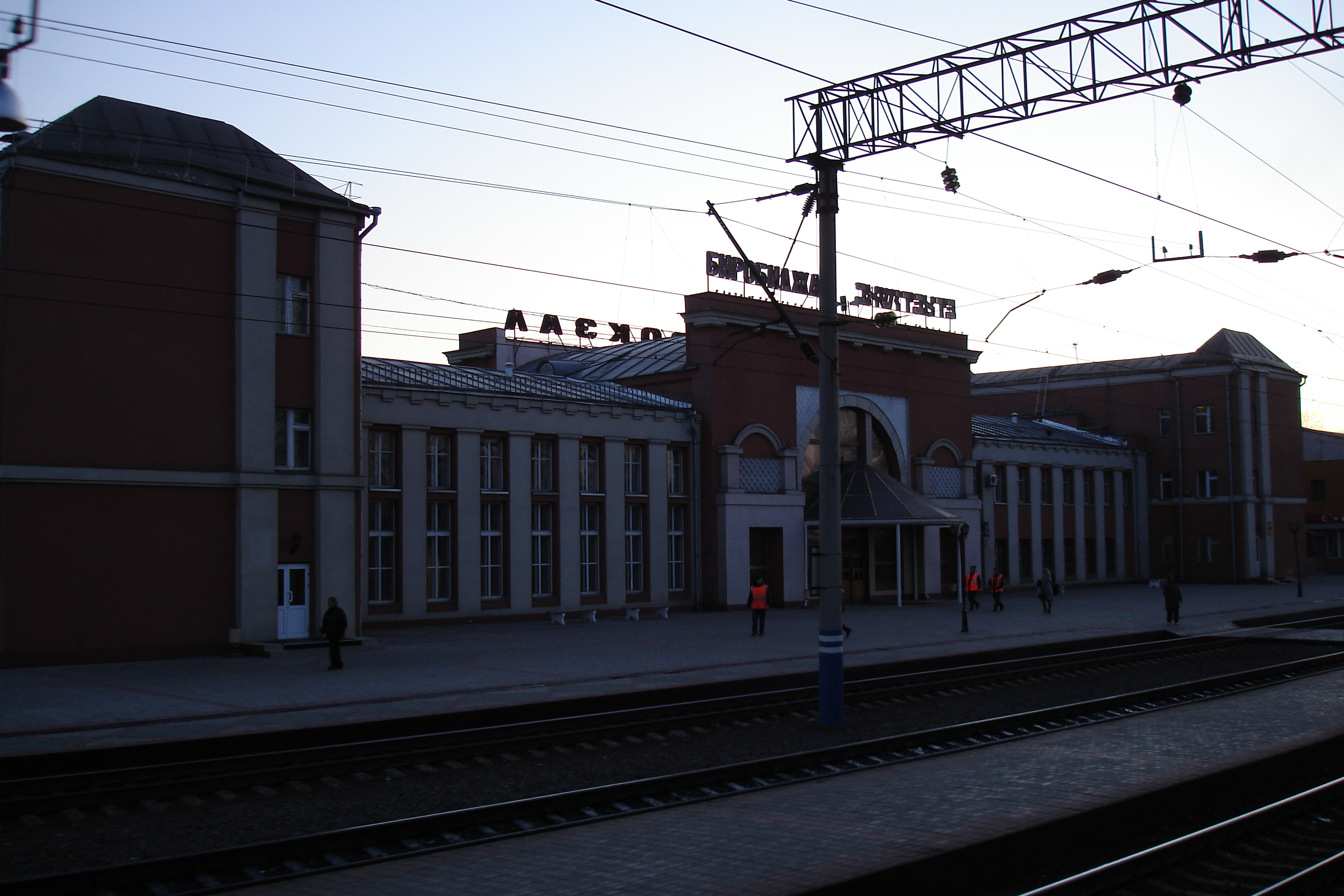
ایستگاه قطار با تابلوی ایستگاه به دو زبان روسی و ییدیش.
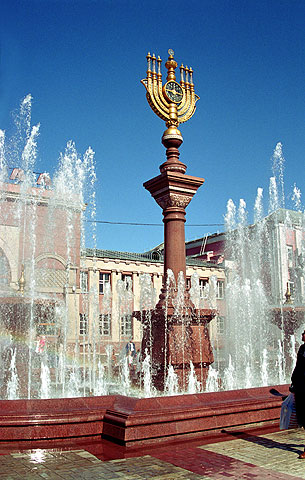
منوره، شمعدان هفت‌شاخهٔ کلیمیان در میدان اصلی شهر
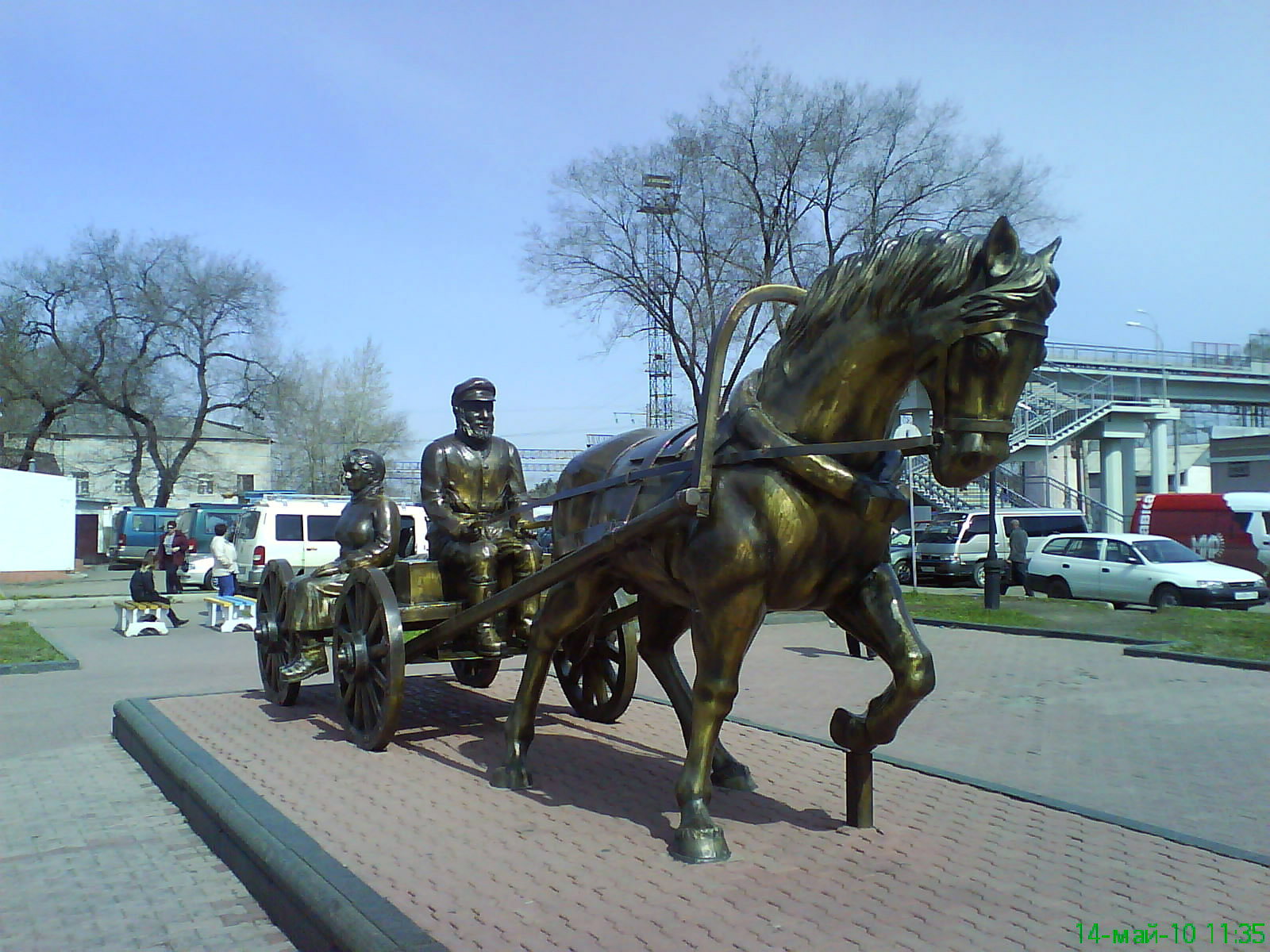
تندیس اولین مهاجران به بیروبیجان
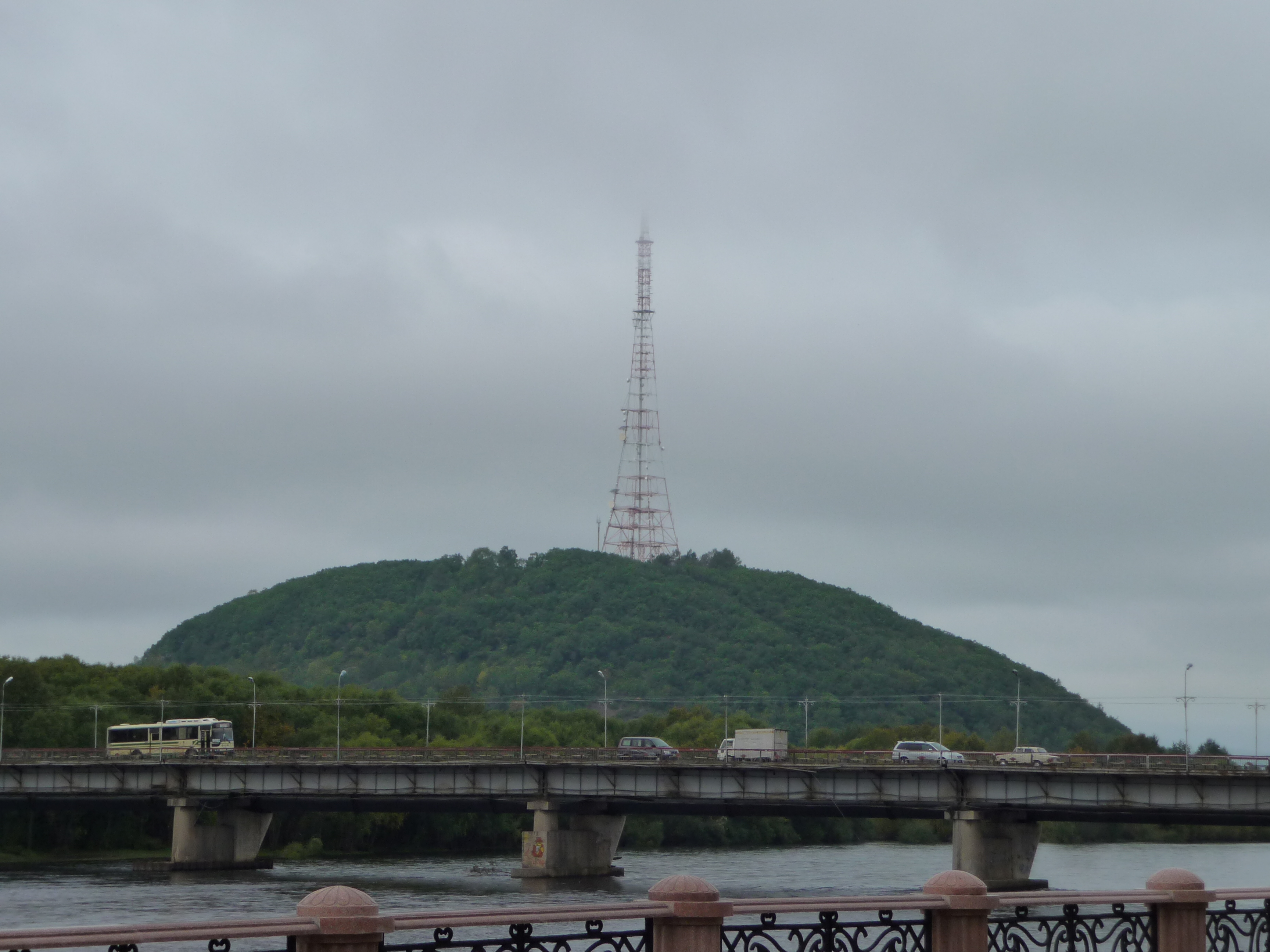
تپه تیچونکایا که ایستگاه قطار نام خود را از آن گرفته‌بود.